# Кубок Азии по футболу (до 23 лет)
Кубок Азии по футболу среди молодёжных команд до 23 лет (официальное название — Кубок Азии АФК до 23 лет, англ. AFC U-23 Asian Cup) — международное футбольное соревнование, проводящееся под эгидой Азиатской конфедерации футбола среди мужских футбольных национальных сборных Азии, составленных из игроков не старше 23 лет. Финальная стадия турнира проводится раз в два года. Каждый второй розыгрыш является также отборочным турниром на Олимпийские игры, по результатам которого три команды попадают на Игры напрямую, а четвёртая сборная получает право на участие в межконтинентальных стыковых матчах за право участия на Олимпиаде.

## История
Первый турнир, который именовался чемпионатом АФК до 22 лет (англ. AFC U-22 Championship), должен был пройти в Омане в июне 2013 года, однако в связи с проведением в эти же сроки Кубка Восточной Азии был перенесён на январь 2014 года.
По итогам второго розыгрыша, который состоялся в 2016 году, стали известны обладатели путевок от Азии в футбольный турнир Олимпиады-2016 в Рио-де-Жанейро.

## Результаты
| Год        | Место проведения  |                             | Победитель       | счёт              | 2-е место | 3-е место        | счёт             | 4-е место |
| ---------- | ----------------- | --------------------------- | ---------------- | ----------------- | --------- | ---------------- | ---------------- | --------- |
| 2013 Обзор | Оман              | Ирак 1-й титул              | 1:0              | Саудовская Аравия | Иордания  | 0:0 (пен. 3:2)   | Республика Корея |           |
| 2016 Обзор | Катар             | Япония 1-й титул            | 3:2              | Республика Корея  | Ирак      | 2:1 (доп. время) | Катар            |           |
| 2018 Обзор | КНР               | Узбекистан 1-й титул        | 2:1 (доп. время) | Вьетнам           | Катар     | 1:0              | Республика Корея |           |
| 2020 Обзор | Таиланд           | Республика Корея 1-й титул  | 1:0 (доп. время) | Саудовская Аравия | Австралия | 1:0              | Узбекистан       |           |
| 2022 Обзор | Узбекистан        | Саудовская Аравия 1-й титул | 2:0              | Узбекистан        | Япония    | 3:0              | Австралия        |           |
| 2024 Обзор | Катар             | Япония 2-й титул            | 1:0              | Узбекистан        | Ирак      | 2:1 (доп. время) | Индонезия        |           |
| 2024 Обзор | Катар             | Япония 2-й титул            | 1:0              | Узбекистан        | Ирак      | 2:1 (доп. время) | Индонезия        |           |
| 2026 Обзор | Саудовская Аравия |                             |                  |                   |           |                  |                  |           |